# 11849 Fauvel
11849 Fauvel este o planetă minoră (asteroid), cu un diametru de 4,845 km, din centura de asteroizi. A fost descoperită pe 15 februarie 1988 la Observatorul European Austral de Eric Walter Elst și a fost numită după Charles Fauvel⁠(d). 
Obiectul prezintă o orbită caracterizată de o semiaxă mare de 2,6174663 UAi, o excentricitate de 0,2, o înclinație de 8,01067 ° în raport cu ecliptica.